# Арауканські мови
Арауканські мови — мовна сім'я індіанських народів, що проживають у центральному Чилі та сусідніх регіонах Аргентини. Нині серед арауканських мов у вжитку перебувають мови мапудунґун та уїльїчі.

## Демографія
У Чилі проживають близько 200 тисяч носіїв мови мапудунґун та ще 40 тисяч носіїв у Аргентині. Мовою уїльїчі користуються кілька осіб похилого віку, вона перебуває під загрозою вимирання.

## Мовні контакти
Бразильський лінгвіст Марсело Жолкескі зафіксував лексичні схожості арауканських мов з мовами кунса, мочіка, уру-чіпая, аравакськими, пано та кечуа.

## Класифікація

### Масон(1950)
Арауканські
- північні
  - пікунче
  - мапуче
  - пеуенче
    - ранкельче

  - молуче
- південні
  - уїльїчі
    - Wiliche
      - Serrano
      - Pichi-Wiliche

    - Manzanero

  - Veliche (чилотська)
  - Chikiyami (Cuncho)
  - Leuvuche
- східні
  - Taluhet (Taluche)
  - Divihet (Diviche)[4]

### Жолкескі(2016)
(† = вимерла)
Мапудунґун
- мапудунґун, ядерна
  - мапудунґун
  - пеуенче
  - ранкельче
- мапудунґун, південні: уїльїчі
- мапудунґун, північні
  - пікунче †
  - чанґо †[3]

## Лексикологія
Таблиця базового лексикону арауканських мов, складена Честмиром Лоукоткою:
| слово     | мапуче | пікунче | пеуенче | уїльїчі | чилотська | ранкельче |
| --------- | ------ | ------- | ------- | ------- | --------- | --------- |
| один      | kiñe   | kiñe    | kiñe    | kiñe    | kenge     | kiñe      |
| два       | epu    | epue    | epu     | epu     | epo       | epú       |
| три       | küla   | kela    | kela    | kila    | köla      | kʔla      |
| голова    | longko |         | lonko   | rlonko  |           | lonkó     |
| рука      | kũ     | kúü     | kuü     | ghechu  |           | keñeu     |
| вода      | ko     | ko      | ko      | ko      | ku        | go        |
| сонце     | antu   | antü    | ante    | ante    | ánte      | ant'ü     |
| Місяць    | kuyen  | küyén   | küyen   | kiyen   | kién      | kiyet     |
| кукурудза | voe    | wa      | wa      | waká    |           | wa        |
| птах      | gunún  | üñem    | küñüm   | giñum   |           | trarú     |
| собака    | thehua | thewa   | thewa   | trehua  |           | cheuá     |
| ягуар     | nahuel | nahuel  | nawel   | nahuel  |           | naue      |